# Aba Genúnio
Aba Genúnio (em armênio: Աբա) foi um nobre armênio (nacarar) do século IV, membro da família Genúnio. 

## Nome
Aba (Աբա) é um nome armênio que originou-se do siríaco aba (ܐܒܐ, ābā).

## Vida
A parentela de Aba é desconhecido, exceto que pertencia à família Genúnio. Christian Settipani propôs que era chefe (naapetes) dos Genúnios. Após a morte de Cosroes III (r. 330–339), Tigranes VII (r. 339–350) assume o trono. Em 348, foi um dos nobres convocados para levar o recém-nomeado católico Farnarses (r. 348–352) a Cesareia Mázaca com presentes para que fosse ordenado e então retornaram à Armênia.